# 弗兰克·维甘德
弗兰克·维甘德（德語：Frank Wiegand，1943年3月15日—），德国男子游泳运动员。他曾代表德国联队、东德参加1960年、1964年和1968年夏季奥林匹克运动会游泳比赛，获得四枚银牌。